# جورجیوس کوگیومتسیدیس
جورجیوس کوگیومتسیدیس (به یونانی: Γεώργιος Κουγιουμτσίδης،  زادهٔ ۲۰ اکتبر ۲۰۰۱) یک کشتی‌گیر آزادکار اهل کشور یونان است. وی سابقه حضور در المپیک ۲۰۲۴ پاریس را دارد.